# George Marsaglia
George Marsaglia (12 de março de 1924 - 15 de fevereiro de 2011) foi um matemático e cientista da computação americano. Ele é mais conhecido por criar os testes diehard, um conjunto de software para medir aleatoriedade estatística.

## Pesquisa sobre números aleatórios

Demonstração visual do teorema de Marsaglia

George Marsaglia estabeleceu a estrutura de rede de geradores congruenciais lineares no artigo "Números aleatórios caem principalmente nos planos", mais tarde denominado teorema de Marsaglia. Este fenômeno significa que n-tuplas com coordenadas obtidas pelo uso consecutivo do gerador estarão em um pequeno número de hiperplanos igualmente espaçados no espaço n-dimensional. Ele também desenvolveu os testes diehard, uma série de testes para determinar se uma sequência de números tem ou não as propriedades estatísticas que poderiam ser esperadas de uma sequência aleatória. Em 1995, ele publicou um CD-ROM de números aleatórios, que incluía os testes mais difíceis.
Seu artigo sobre os testes diehard veio com a citação "Nada é aleatório, apenas incerto", atribuída a Gail Gasram, embora esse nome seja simplesmente o inverso de Marsaglia G e, portanto, provavelmente seja um pseudônimo.
Ele também desenvolveu alguns dos métodos mais comumente usados para gerar números aleatórios e usá-los para produzir amostras aleatórias de várias distribuições. Alguns dos mais amplamente utilizados são os métodos de multiplicação com transporte, subtração com empréstimo, xorshift, KISS e Mother para números aleatórios, e o algoritmo zigurate para gerar variáveis aleatórias distribuídas normalmente ou outras variáveis aleatórias unimodalmente.

## Biografia
Ele foi Professor Emérito de Matemática Pura e Aplicada e Ciência da Computação na Universidade Estadual de Washington e Professor Emérito de Estatística na Universidade Estadual da Flórida.
No lançamento do CD-ROM de 1995 do Diehard, Marsaglia incluiu vários artigos que descrevem o processo pelo qual os arquivos de números aleatórios foram criados. Em vários lugares ele menciona que, junto com dispositivos determinísticos e físicos:

"Alguns dos arquivos tinham ruído branco combinado com ruído preto, este último de gravações digitais de rap. E alguns dos arquivos até tinham mulheres nuas na mistura."
Marsaglia morreu de ataque cardíaco em 15 de fevereiro de 2011, em Tallahassee, FL.